# Expeditors International
Expeditors International (NASDAQ: EXPD) é uma empresa de logística americana, sediada em Seattle nos Estados Unidos, foi fundada em 1979.